# 诗山镇
詩山鎮（閩南語：si-san-tin），舊稱「山頭」（閩南語：suann-thau）。是中國福建省泉州市南安市直下轄的一個鎮，面積96.2平方公里。地理上北接永春县，西邻安溪县，人口近9万人（2019年），以雨傘工業為主，有「中國雨傘城」之稱。知名旅遊熱點為鳳山寺。

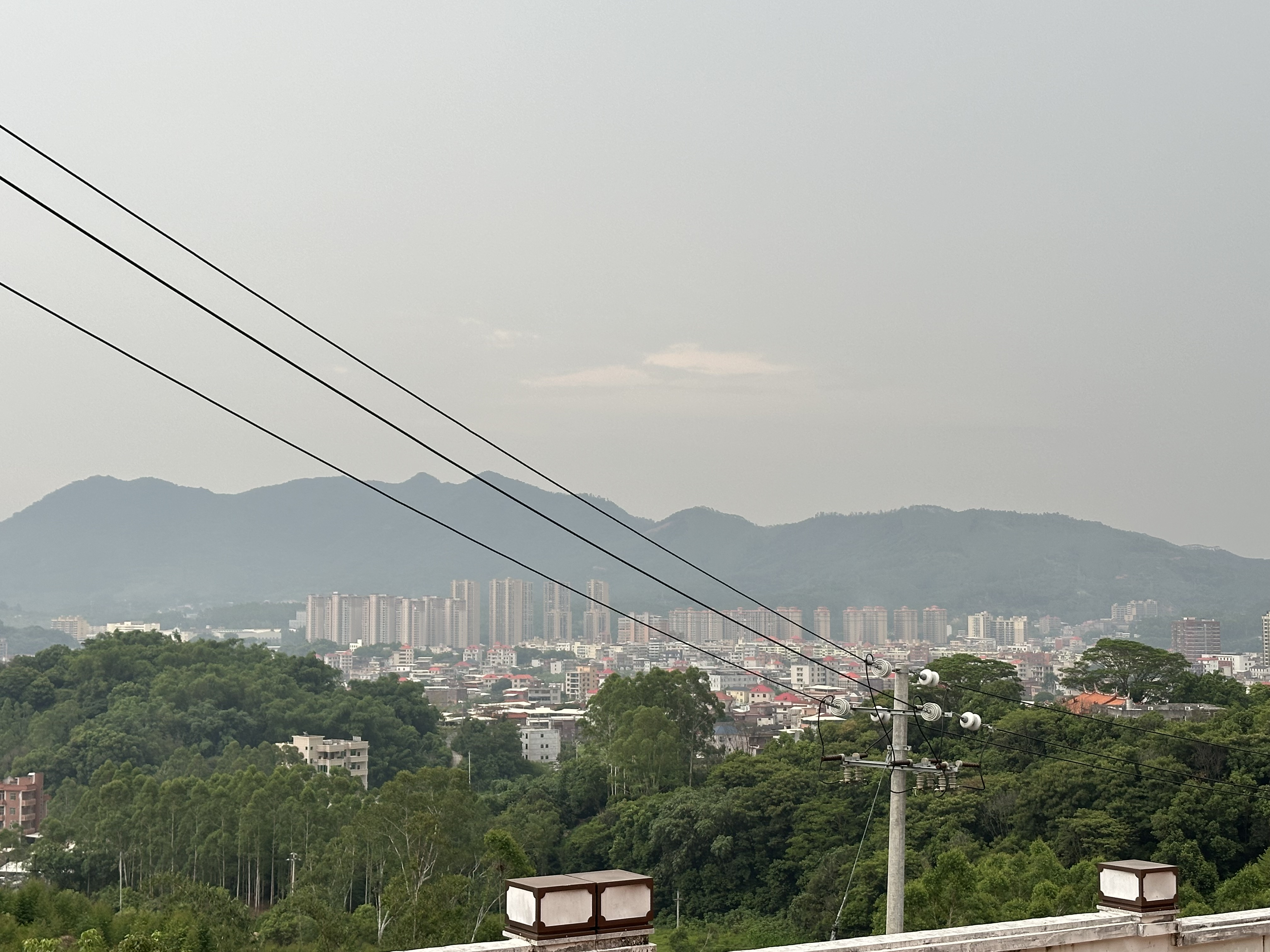
由鳳山寺所在山峰俯瞰詩山鎮

## 名称由来
「诗山」一名源于南安北部的高盖山，唐代诗人欧阳詹年青时在高盖山读书，贞元八年（公元792年）中进士，被称为「闽南第一进士」，与著名文学家韩愈同榜。嗣后，高盖山麓名士纷至，诗迹遍山。宋代朱熹任同安主簿时，登高盖山瞻仰欧阳詹读书处，赞叹曰：「真诗山也」。「诗山」之名即由此而始。後人更在天柱山之麓至溪流出口處縱橫數十里的廣大地區冠以「詩」字頭取名，諸如詩村、詩宅、詩阪、詩園等等，千百年沿襲至今

## 區域沿革
詩山自開埠以來，一直屬南安縣（市）治下，是南安的五大文化古鎮。詩山的舊稱「山頭」，名稱來源於山頭古城原址的一處隆起的小山頭，而「詩山」這一雅稱最早起源於南宋時期。歷史上的詩山鎮曾管轄周邊鄉鎮，包括碼頭鎮、蓬華鎮等。
西晉年間，開發山頭城。
唐代，設山頭社。
宋代，屬南安八鄉中的懷德鄉清風里、太平里。
元、明和清代，分屬十一、十二及十三都（三朝南安總共分為四十六都）。其中在明洪武年間，曾計畫將南安縣由豐州治遷至於此。
民國6年（1917年），設山頭鄉。
民國35年（1946年），設山頭鎮。
民國38年（1949年）7月解放軍攻佔共軍佔領山頭鎮。
1956年，成立「詩山區」，轄詩山、碼頭、蓬華、眉山一帶。
1958年，成立「詩山人民公社」（初名「五星公社」）。
1959年，劃出金淘、碼頭。
1961年8月，復設「詩山區」，下轄9個人民公社。
1965年，撤區劃出碼頭並復設「詩山人民公社」。
1968年5月18日，成立「詩山人民公社革命委員會」。
1975年2月24日，劃出蓬華。
1980年11月4日，改稱「詩山人民公社管理委員會」。
1984年10月，改設詩山鎮，鎮府置山二村潭美街558號。

## 行政区划
詩山鎮辖1个社区、18个行政村，分别是：
诗山社区、山二村、山一村、鹏峰村、西上村、声东村、梧埔山村、红旗村、社一村、社二村、凤坡村、坊前村、前山村、联星村、吾峰村、钱塘村、民主村、联山村、红星村。

## 地理環境

### 地域位置
詩山鎮地處南安市西北部，北接永春縣，南接金淘鎮和眉山鄉，西接安溪縣，東接碼頭鎮。

### 地形地貌
地形為內陸小盆地，西北高，東南低。

### 氣候
詩山鎮是亞熱帶海洋季風性氣候，四季溫差小。每年平均溫度為21˚C（69.8˚F），極端最高溫度為39˚C（102.2˚F），極端最低溫度為-2.5˚C（27.5˚F）。年均日照時常為1931.3小時，年平均降雨量為1,833公釐，年無霜期約330天。主要自然災害有：風災、旱澇、低温、霜凍、雷擊。

### 水文
境內的詩溪發源自永春縣岵山鎮，之後匯流晉江東溪。

## 景觀

### 「詩山十八景」（傳統上）
1. 鳳山勝覽（坊前村鳳山寺，俗稱「郭山廟」）
2. 白雲春曉（南安高蓋山「詩山」）
3. 龍山夕照（詩山公園龍山宮）
4. 潭美觀魚（山二村潭美橋）
5. 塔尖生金（山二村詩山舊街婆羅門塔，又名「詩山塔」）
6. 鐘山織雨（鰲峰村鐘山）
7. 文章疊雪（坊前村、永春縣文章山）
8. 簸溪夜籟（鵬峰村簸溪）
9. 鵬峰勝地（鵬峰村小峰）
10. 五臺浮蓮（詩山鎮、永春縣小五臺山）
11. 長潭秋月（西上村長潭橋）
12. 天柱觀日（蓬華鎮蓬島天柱山麓）
13. 將軍坐帳（蓬華鎮蘇厝將軍山）
14. 石筍沖天（社二村山門巨石）
15. 美宮待翼（碼頭鎮大庭村美宮，又名「待駕宮」）
16. 澳口夜渡（碼頭鎮宮下渡）
17. 銅喉鎖口（碼頭鎮大庭村惠書橋）
18. 杏塘瀑布（聯星村杏塘）

此外社壇（社一、社二村）一帶尚有仙景古蹟，有仙人井（水流沖瀉而成）、仙酒瓶、仙腳印等三處古蹟。

### 詩山公園
詩山公園是位於詩山鎮中心詩山街的一所鄉鎮級公園。民國18年（1929年），由國民革命軍新編第一獨立團團長陳國輝下令動工興建，並在第二年完工，是當時全省第一座鄉鎮級公園。公園內有景觀湖水上庭院、圖書館（已改建成老年中心）、龍山宮、影劇院（已停止營業）、紀念碑等。園內景觀雅緻，是不少鄉民閒暇時光、大型民俗活動的聚會場所，惟部分古蹟（忠烈祠、抗戰陣亡將士紀念碑和倚竹亭）已經消失。

## 飲食
詩山風味食物眾多，如：粕丸、鹵麵、糖粿、托糕、扁食、鹹飯、肉粽、蔥頭油等。

## 交通郵電
交通沿革方面，民國8年（1919年），詩山就建成全縣第一條長10公里至碼頭的公路。同年動工興建至永春縣的公路（詩山至長潭橋長6.32公里），於民國13年（1924年）建成。民國19年（1930年）建造詩山至高來格的公路。民國24年，詩山至蓬華坑尾橋（全長14.38公里）以及詩山至安溪公路建成通車。惟抗戰時期，因實行「焦土抗戰」戰略，鎮內的公路被人為破壞殆盡。1958年大躍進時期，鄉民拓寬新建原有1-2公尺的鄉村小路。1978年改革開放開始後，全鎮建成10條境內公路共42.3公里。1990年起，各村開始鋪設水泥路，至2000年全鎮實現水泥路完全鋪設。
對外交通而言，詩山鎮境內有福建省省道 305線、 212線及355國道經過。距離泉州晉江國際機場65公里，石井港口碼頭90公里，廈門高崎國際機場120公里。1980年代，詩山汽車站落成，提供多條縣內、省內外班車路線，位於蘇尾街786號。
郵政方面，早在1905年（清光緒31年），詩山便已開辦近代第一所郵政機構——「山頭城郵政代辦所」。民國10年（1921年）4月1日，開辦「報到發行」。1952年10月詩山郵局改為「郵電營業處」，開辦電信服務。1953年成立「詩山郵電支局」。1956年晉升為三支局。1957年11月,開辦長途電話及電報。1964年郵電發展至各村，當時有6對明線。至1969年電話總機門數50門，實裝電話28門。1973年7月全縣第一個實現村通電話，電話用戶達76戶。1989年 7月開通500門自動電話。1987年 7月開始辦理郵政儲蓄。1992年12月開通3,000門程式控制電話，後經二次擴容。至1994年裝機容量達12,000門，並建成郵電模組母局，裝機戶數達到2459門。2000年詩山鎮有實裝機達 14,300門程式控制電話和五座移動電話基站。郵政服務現為詩山郵政支局提供。

## 各村概況

### 詩山鎮古今地名對照及各村主要姓氏、地名由來
| 今地名 | 今地名   | 今地名 | 古地名                 | 古地名 | 姓氏                           | 地名由來                                                                 |
| 行政村 | 行政村   | 自然村 | 村                     | 都     | 姓氏                           | 地名由來                                                                 |
| ------ | -------- | --- | ---------------------- | ------ | ------------------------------ | ------------------------------------------------------------------------ |
| 1      | 鵬峰村   | 下宅、宮崎、柯傅厝、南堂美、祖厝邊、深泉、雙溪、中洋厝、雙墩、後埕厝                                                       | 霞宅                   | 十一都 | 陳、趙                         | 南宋理學家朱熹路過此地，見山勢如鵬展翅，即題刻「鵬峯勝地」，故名「鵬峯」 |
| 2      | 西上村   | 黃厝、戶阪、窟路、美厝、高嶺、洋水、深內、成美、蘇美山、內厝、下東坑、塔口、美洋、石坑、闊埕、大墩、鄭兜                   | 塔口、溪東             | 十一都 | 林、洪、蔡                     | 由原溪西與溪上兩保合併，各取一字，名「西上」                             |
| 3      | 聲東鎮   | 過溪洋、陸奮、單洋、田墘、西壤、陳宅、田中、興盛、安美、路邊格、二房、金訓、鄭兜、萬勝 、石坑口                            | 溪東                   | 十一都 | 林、溫、藍                     | 由原溪聲與溪東兩保合併，各取一字，名「聲東」                             |
| 4      | 鰲埔山村 | 霞錦、後宮、後埔格、四房、土樓、石仔、橋格、金田、廣成、尾林、大余、後埔洋、小余、垵尾、英橋、元美                         | 下阪、卿園、小餘、大訓 | 十一都 | 洪、陳、戴、林、羅、蔡、馬     | 因境內一山形似鰲而得名                                                   |
| 5      | 紅旗村   | 樹壟、頂宅、土堀、內益祖厝、東山、周區                                                                                     | 內益、董宅             | 十一都 | 李、陳                         | 因在土地改革運動時，該村為先進紅旗單位，故名「紅旗」                     |
| 6      | 紅星村   | 雙坑、油麻窟、何南坪、大壟、壟頭、樓腳、祖厝門口、龜山、內山、中新厝、南坪尾                                               | 衢門                   | 十一都 | 呂、楊、莊                     | 自紅旗大隊拆出，取名「紅星」大隊得名                                     |
| 7      | 詩山社區 | 三坎店、街頭、街中、街尾                                                                                                   | 山頭                   | 十二都 | 黃、陳                         | 同鎮名「山頭」雅化而來，為鎮中心街區所在                                 |
| 8      | 山一村   | 前街、恭先、三坎店、城埔、陳厝後、鳥廟、八柱                                                                               | 山頭、前街、宮邊、曾墘 | 十二都 | 黃、陳、梁、曾、廖、余、楊、羅 | 合作化時期分為「山一」、「山二」兩個高級社。                             |
| 9      | 山二村   | 林柄、前街、溪尾埔、洋頂、石門、報恩、亭仔、蘇尾、潭尾、太和尾宮墘、大旗尾                                                 | 山頭、前街、宮邊、曾墘 | 十二都 | 陳、呂、黃、余                 | 合作化時期分為「山一」、「山二」兩個高級社。                             |
| 10     | 鳳坡村   | 赤崎尾、壩塢、九埕、鳳坡、源興、湖龍、新溪、田仔、小宗、下新厝                                                             | 鳳坡、田仔             | 十二都 | 梁、程、吳、楊、蔣             | 沿用舊時南安十二都「鳳坡」之名                                           |
| 11     | 坊前村   | 九石尾、羅厝、鳳石、溪邊、鳥翅、深內、格山洋、寨內                                                                         | 坊前、郭山             | 十二都 | 黃、羅、賴、高、鄭             | 因曾發生地震，土地崩裂，故取「崩前」，後雅化為「坊前」                   |
| 12     | 前山村   | 前坑、後山、坑柄、周厝、報恩、心墓坑街                                                                                     | 前坑、坑柄、後山       | 十二都 | 余、呂、楊、周                 | 由前坑與後山各取一字，命名為「前山」                                     |
| 13     | 聯星村   | 杏塘、泮嶺、巖田、新樓 | 杏塘、泮嶺、巖田       | 十二都 | 林、陳、蔡、吳、謝、李、郭     | 公社化時期由「火星」和「會星」兩個高級聯合作社合併一大隊，故名「聯星」   |
| 14     | 鰲峰村   | 鼓宅、羅埔、後樓 | 古宅、羅埔             | 十二都 | 吳、余、呂                     | 以境內的鰲峯山命名                                                       |
| 15     | 民主村   | 古坑洋、尾林仔 | 古坑                   | 十二都 | 蔡                             | 是由古坑洋、尾林仔等三個自然村以民主協商成立鄉政權，取名「民主」         |
| 16     | 錢塘村   | 錢塘、頂角、庵邊、南壟、松柏頭、洋中、內角                                                                                 | 錢塘                   | 十二都 | 許                             | 村中心原設有七個小池塘，用銅錢連接各個小池塘而得名                       |
| 17     | 聯山村   | 貞坑、貞格 | 貞坑、貞格             | 十二都 | 陳                             | 因境內一道山脈串聯貞坑和貞格，故名「聯山」                               |
| 18     | 社一村   | 杞洋尾、社洋、社埔、寨仔後、下腳墘、後坑、官坑、高墘墩、刺墩、土堀、水磨、寨埔、埔尾；林口（屬十二都）                     | 坡尾、社壇             | 十三都 | 葉、陳、余                     | 合作化時期劃分為「社一」與「社二」兩個高級社                             |
| 19     | 社二村   | 仙境、頂洋、下洋、埔頂、石筍、山門、尾寮、鳳祥院、路梯、後溪尾、橋子頭、上間、山母後、陳埔仔、五門壟、院林仔、文鬥魁、新間 | 社壇、仙境、山門       | 十三都 | 葉、楊、陳、賴                 | 合作化時期劃分為「社一」與「社二」兩個高級社                             |

## 語言
詩山鎮內通行閩南語泉漳片的南安話（府城腔）。由於詩山鎮地理上接近永春縣，部份韻母受其影響，如eng韻中混入ing韻（登=丁，能=靈，增=征）

## 名人
- 欧阳詹（幼时在今诗山镇读书）